# Freiamt (Schweiz)

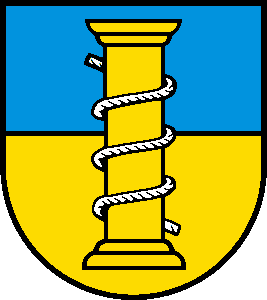
Wappen des Freiamts

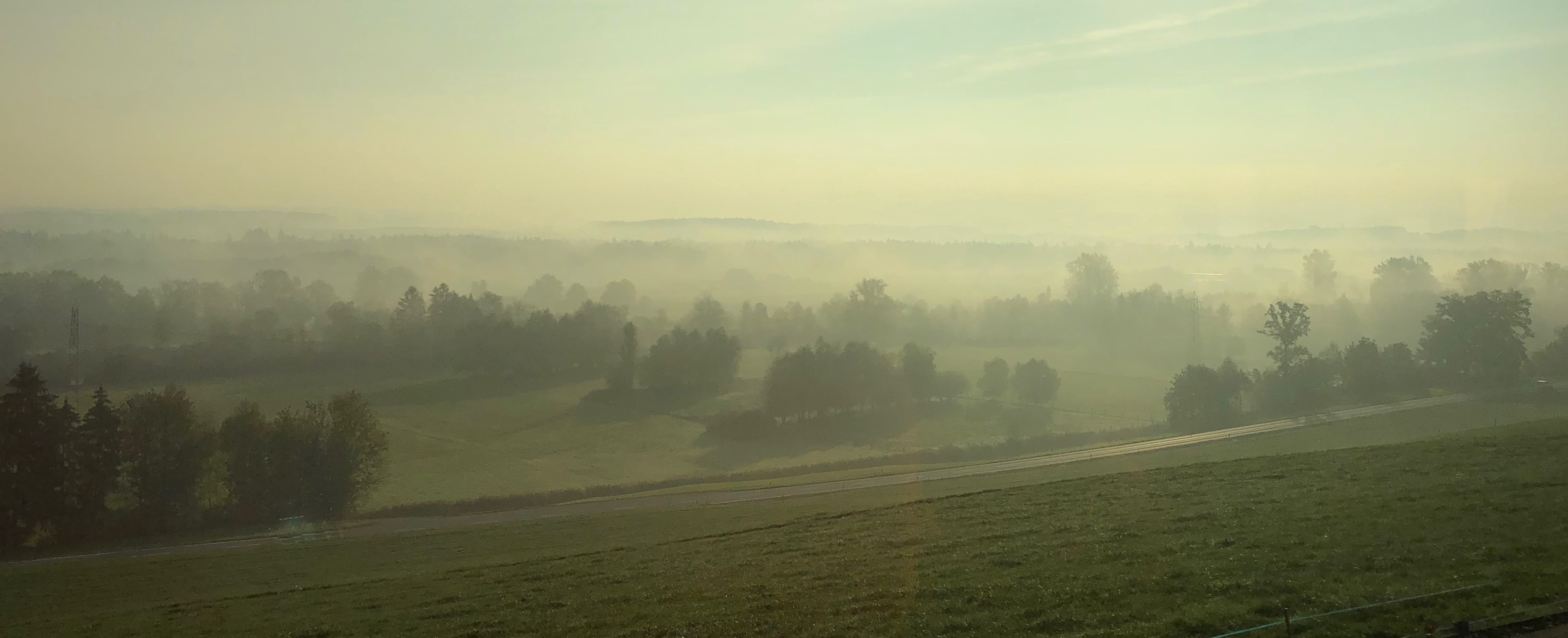
Im Freiamt südlich von Mühlau, Blick nach Südosten

Das Freiamt (früher Freie Ämter) ist eine Region in der Schweiz und liegt im Südosten des Kantons Aargau. Es umfasst das Gebiet zwischen dem Lindenberg und dem Heitersberg sowie von der Endmoräne bei Othmarsingen bis zur Reuss bei Dietwil. Heute wird das Gebiet der zwei Bezirke Bremgarten und Muri als Freiamt bezeichnet. Früher wurde auch die Gegend um Affoltern am Albis im Kanton Zürich als (Zürcher) Freiamt bezeichnet.
Die ländliche Gegend im Reuss- und Bünztal wird im Volksmund aufgrund der mehrheitlich katholischen Bevölkerung auch «schwarzer Erdteil» genannt. Eggenwil, Bremgarten, Muri, Sins, Villmergen und Wohlen gehören zu den wichtigsten Ortschaften des Freiamts; ein weiteres Ballungsgebiet ist die Region rund um den Mutschellen.
Nach statistischen Kriterien ist nur Wohlen eine Stadt, während Bremgarten seit dem Mittelalter Stadtrecht besitzt. Das Freiamt liegt an einer zentralen Position im Mittelland. In einer halben Autostunde sind Zürich, Zug und Luzern erreichbar.

## Freiamt und Freie Ämter
Mit Freiamt bezeichnete man im Mittelalter nicht ein Gebiet, sondern einen Personenverband von freien Bauern, die einem Gericht unterstellt waren. Die Bezeichnung findet sich in den von den Alemannen besiedelten Gebieten im Schwarzwald (ab dem 3. Jh.) und im Schweizer Mittelland (ab dem 6. Jahrhundert). Sie ist auf die rechtsständische alemannische Gliederung in Freie und Unfreie und die im Frühmittelalter verbrieften Autonomierechte zurückzuführen.
Die Bezeichnung der Aargauer Freien Ämter bezog sich im Mittelalter darauf, dass die im Gebiet unter habsburgischer Herrschaft bestehenden Ämter voneinander in Bezug auf die niedere Gerichtsbarkeit und das Gewohnheitsrecht unabhängig und selbständig, nach damaligem Verständnis also «frei» waren.

## Geschichte

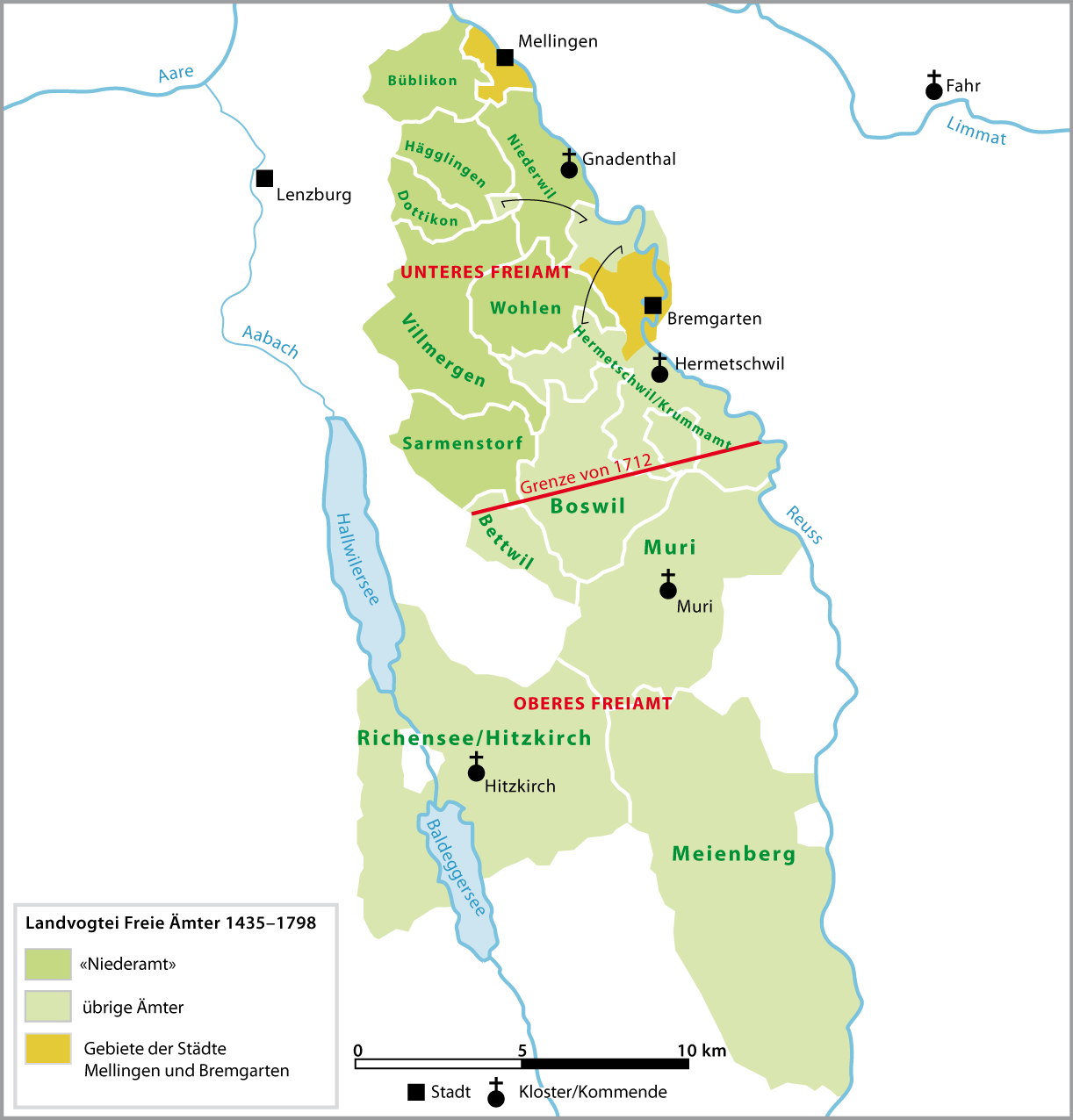
Karte der Landvogtei Freie Ämter

Das Gebiet des heutigen Kantons Aargau wurde 1415 von den Eidgenossen erobert. Unter habsburgischer Herrschaft war der Aargau in Ämter eingeteilt, die auch unter eidgenössischer Herrschaft beibehalten wurden. Bern, Luzern und Zürich erhielten je einen Teil der eroberten Ämter als Untertanengebiete, während der Rest von den am Krieg beteiligten Orten gemeinsam als sog. Gemeine Herrschaft verwaltet wurde. Das Amt Muri war dabei von Beginn weg der Herrschaft der sechs Orte Zürich, Luzern, Schwyz, Unterwalden, Zug und Glarus zugewiesen, während die Ämter Meienberg, Richensee und Villmergen zuerst an Luzern allein fielen. Die definitive Grenzziehung wurde 1425 durch ein Schiedsgericht festgelegt, und Luzern musste die Ämter Meienberg, Richensee und Villmergen ebenfalls der Gemeinen Herrschaft zuweisen. Die vier Ämter wurden nun zu einer eidgenössischen Landvogtei zusammengefasst, die im 15. Jahrhundert als «Vogtei im Waggental», seit dem 16. Jahrhundert als «Vogtei der Freien Ämter» bezeichnet wurde. Die im Gebiet gelegenen niederen Gerichtsherrschaften mussten im Lauf des 15. Jahrhunderts ebenfalls die eidgenössische Landeshoheit anerkennen. 1532 wurde schliesslich auch der Kanton Uri in die Mitherrschaft aufgenommen.
Die Vogtei der Freien Ämter wurde als Gemeine Herrschaft abwechselnd von den sechs bzw. später sieben beteiligten Orten der Eidgenossenschaft für jeweils zwei Jahre verwaltet. Der Landvogt residierte jedoch nicht im Gebiet selbst. Die Vogtei war ab 1435 in 13 Unterämter eingeteilt, denen ein meist einheimischer Untervogt vorstand: Bettwil, Boswil, Dottikon, Hägglingen, Hermetschwil, Meienberg, Muri, Niederwil, Richensee, Sarmenstorf, Villmergen, Wohlen und Wohlenschwil.
1529 wechselten vor allem im unteren Freiamt zahlreiche Gemeinden zum reformierten Glauben. Die katholischen Kantone der Innerschweiz konnten dies jedoch nicht tolerieren, da sie fürchteten, die Kontrolle über das strategisch wichtige Gebiet zwischen den reformierten Kantonen Bern und Zürich zu verlieren. Nach der reformierten Niederlage im Zweiten Kappelerkrieg von 1531 mussten die Gemeinden des Freiamts deshalb wieder zum katholischen Glauben zurückkehren, und der katholische Kanton Uri wurde ebenfalls in die Mitherrschaft aufgenommen. Die Städte Bremgarten und Mellingen mit ihren strategisch wichtigen Brücken über die Reuss wurden ebenfalls der Aufsicht des Landvogts der Freien Ämter unterstellt.
Die Vertreibung von 37 Reformierten aus Arth sowie die Auslieferung dreier Personen an die Inquisition und die Vollstreckung der Todesstrafe gegenüber weiteren vier Reformierten bewog Zürich dazu, den fünf Innerschweizer Kantonen im Jahr 1656 den Krieg zu erklären. Ziel des Ersten Villmergerkrieges war es, die Bestimmungen des zweiten Kappeler Landfriedens zu revidieren. Dabei wurde Rapperswil erfolglos belagert, 9000 Berner Soldaten marschierten im Freiamt ein. Am 24. Januar 1656 fand die Erste Schlacht von Villmergen statt, bei der rund 600 Berner und 200 Innerschweizer starben. Der Dritte Landfrieden bestätigte schliesslich die alten konfessionellen Regelungen.
Nach dem Zweiten Villmergerkrieg im Jahr 1712, der durch die Zweite Schlacht von Villmergen entschieden wurde, teilten die siegreichen reformierten Orte im Frieden von Aarau das Freiamt in zwei Hälften. Die schnurgerade Trennlinie führte von der Kirche in Oberlunkhofen zum Galgen in Fahrwangen und verlief mitten durch Boswil. In den oberen Ämtern durften die katholischen Orte zwar noch mitbestimmen, doch in den unteren Ämtern regierten nur noch die reformierten Orte Bern, Zürich und Glarus im Verhältnis 7:7:2. Ausserdem wurde das reformierte Bern auch in die Mitherrschaft in den oberen Ämtern aufgenommen. Die strategisch wichtigen Flussübergänge in Mellingen und Bremgarten standen wie das untere Freiamt ausschliesslich unter Bern, Zürich und Glarus.
1798 wurden die Freien Ämter auf Befehl der Franzosen mit der Grafschaft Baden zum Kanton Baden vereinigt. Dies gegen den Willen der Bevölkerung, die einen Anschluss an Zug oder Luzern befürwortete. 1803 verfügte Napoleon Bonaparte die Verschmelzung mit dem Kanton Aargau. Es entstanden die zwei Bezirke Bremgarten und Muri. Der Name Freiamt wandelte sich zu einer Landschaftsbezeichnung.
Die bäuerliche Mentalität und die traditionelle Ausrichtung auf die Innerschweiz vertrugen sich nur schlecht mit dem neuen Staatswesen, das vor allem von Reformierten aus dem Berner Aargau beherrscht wurde. 1830 erhob sich das katholische Landvolk zum Freiämtersturm gegen die mehrheitlich protestantische Kantonsregierung. Zwischen 5000 und 6000 bewaffnete Freiämter erzwangen in Aarau unter Führung des Merenschwander Wirts und Grossrats Johann Heinrich Fischer die Ausarbeitung einer neuen Verfassung. Entgegen der ursprünglichen Absicht ebnete dies dann allerdings einer liberalen Politik den Weg.
Der Bistumsstreit, die staatliche Bevormundung der Klöster ab 1834, die Auseinandersetzung um die Badener Artikel und das Schulgesetz von 1835 verursachten neue Unruhen, die im Aargauer Klosterstreit mündeten. Die Aargauer Regierung entschied sich, das Freiamt militärisch zu besetzen. Wegen der Verhaftung des katholisch-konservativen Bünzer Komitees kam es zwischen dem 10. und 14. Januar 1841 zum offenen Kampf, in welchem die Gefangenen befreit wurden. Die Regierungstruppen schlugen den Aufstand in Villmergen nieder und besetzten das Freiamt mit 10'000 Mann. Daraufhin beschloss der Grosse Rat, die Klöster aufzuheben. Die Benediktiner mussten endgültig aus dem einstmals mächtigen Kloster Muri wegziehen. Die Benediktinerinnen aus dem Kloster Hermetschwil mussten ebenfalls ihre Abtei verlassen, konnten aber 1843 wieder zurückkehren. Erst nach der Gründung des Bundesstaates im Jahr 1848 nahmen die religiösen Spannungen ab.

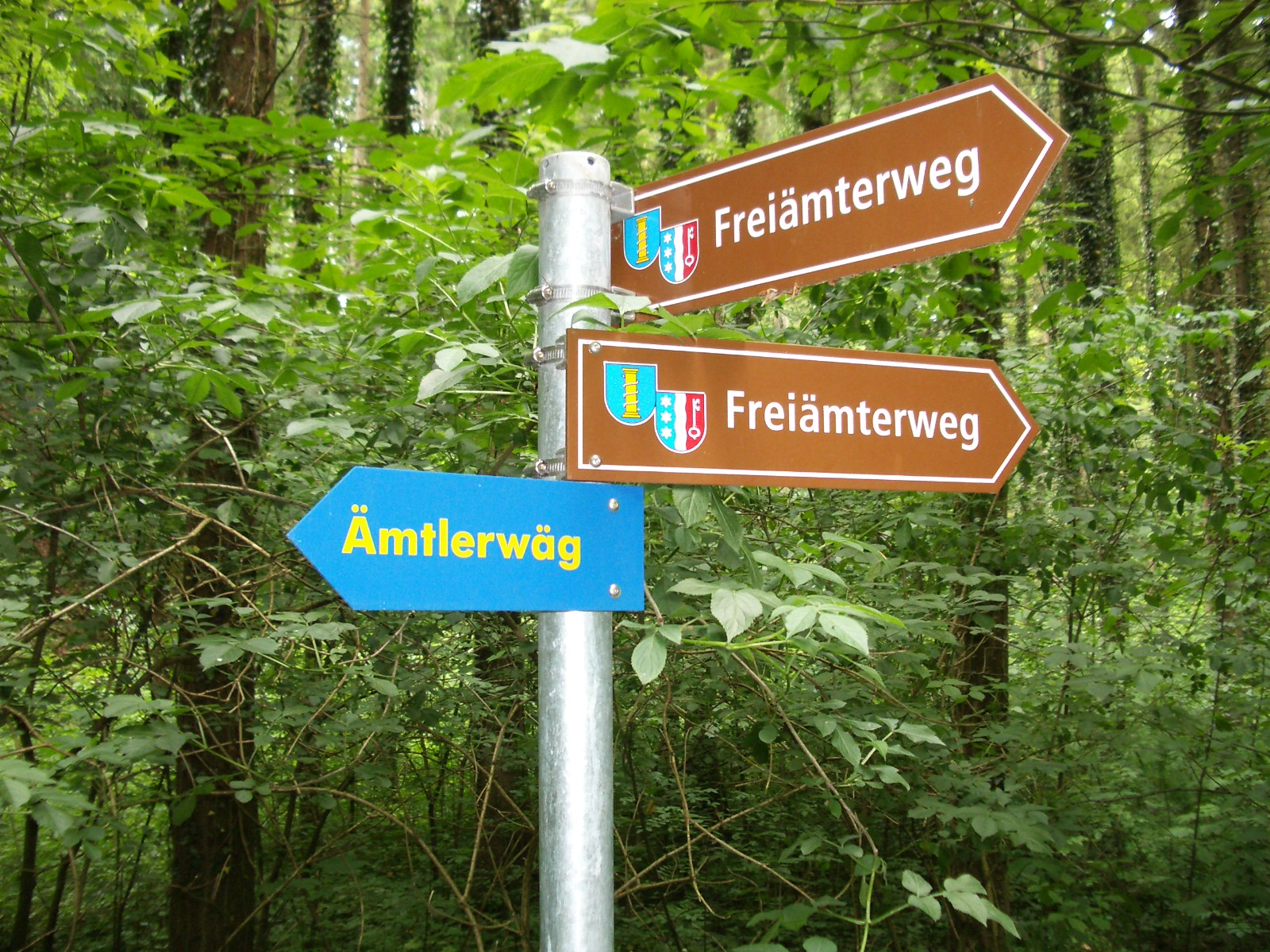
Wegweiser der beiden Freiämterwege; der Ämtlerweg ist im Zürcher Freiamt

In den Köpfen der Bewohner verschwindet das Freiamt allmählich. Die Globalisierung und die politischen Realitäten lassen nicht viel Platz für eine nur historisch-gesellschaftlich existierende Region. Die traditionelle Verbundenheit mit der Innerschweiz blieb dennoch, vor allem im oberen Freiamt, erhalten. Dies widerspiegelt sich u. a. in kulturellen Bereichen, dem Katholizismus, der Mentalität und im Dialekt (bekannte Freiämter Dichter waren Josef Villiger und Robert Stäger-Donat). Im Allgemeinen bezeichnen sich die Bewohner des Freiamtes noch heute als «Freiämter» und nicht als «Aargauer», was sich unter anderem auf die historische Feindschaft mit dem reformierten Berner Aargau bezieht. 2003 erstellten die Gemeinden als Zeichen der Verbundenheit einen Wanderweg, den Freiämterweg.

## Wappen und Fahne

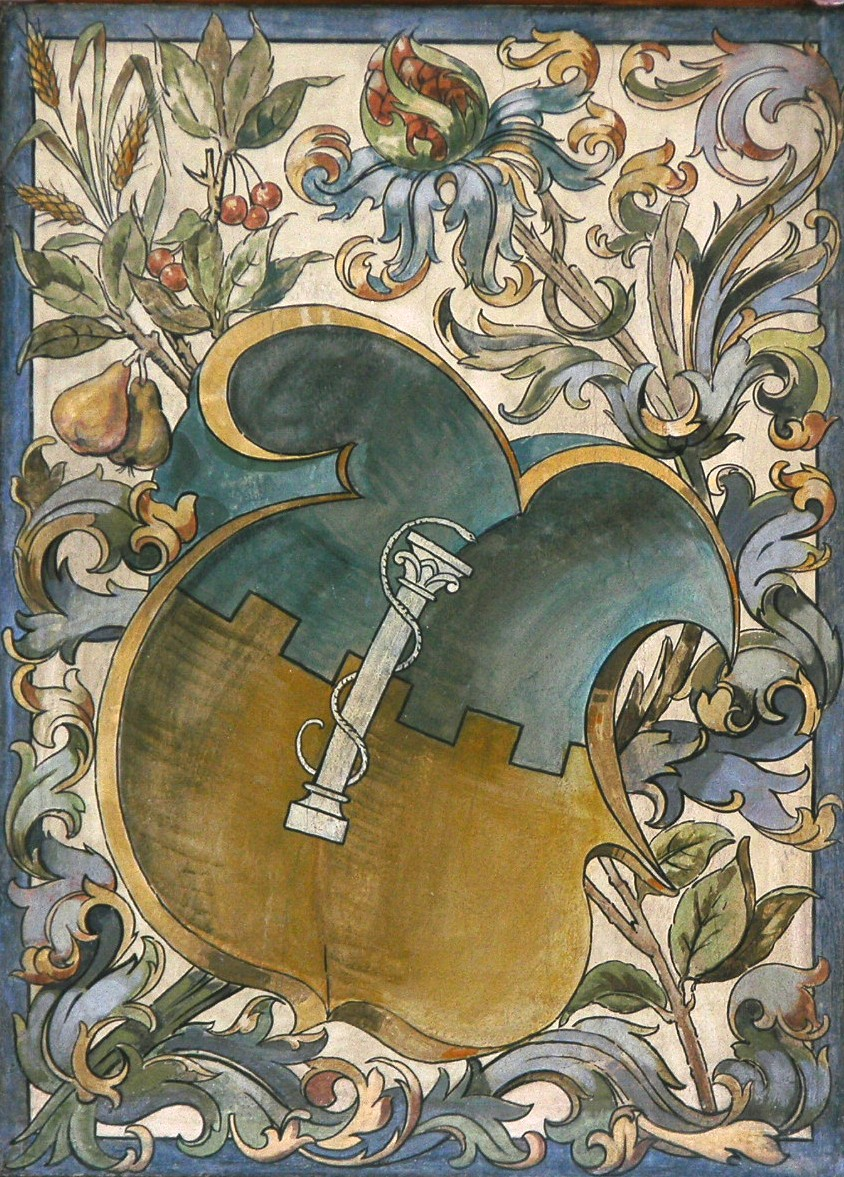
Freiämterwappen
gemalt in der Alten Kanti Aarau

Das Wappen und die Fahne der Freien Ämter ist in unterschiedlichen Ausführungen überliefert. Dabei muss zwischen Fahne und Wappen unterschieden werden, wie der Historiker Jean-Jacques Siegrist bereits 1977 in einer ausführlichen Stellungnahme darauf hinweist.

### Fahne
Die Freiämter Fahne geht auf das sogenannte Juliusbanner vom Pavierzug von 1512 zurück, welches von Papst Julius II. durch seinen Kardinal Matthäus Schiner mit zugehörigem Fahnenbrief als Belohnung für den Sieg über die Franzosen überreicht wurde. Das Banner ging später verloren und ist nur noch durch den in Latein abgefassten Fahnenbrief bezeugt. Darin wird das Feld als goldgelb (flavius) und safrangelb (croceus), belegt mit einer goldenen, von einem silbernen Strick umwundenen Martersäule, beschrieben. Diese heraldisch fragwürdige Komposition der Tinkturen lässt sich nur mit einer Verwechslung des Begriffs croceus mit ceruleus (blau) erklären. Eine anonyme Quelle von 1513 beschreibt das Fahnenfeld als geteilt von Gelb und Blau, eine weitere von ca. 1537 als geteilt von Blau und Gelb.

### Wappen

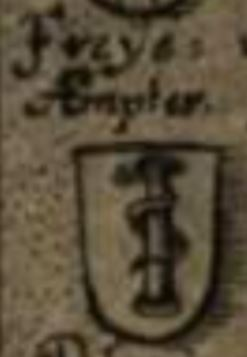
Wappen der Freien Ämter, im Buch von Josias Simler, 1645.

Das Freiämter Wappen ist erstmals 1598, und da gleich bildhaft in Form einer Reihe von Marchsteinen längs der damaligen Berner Grenze überliefert. Der Schild erscheint hier, wie beinahe auch auf allen späteren Grenzsteinen, ungeteilt. Gleiches gilt für spätere bildhafte Wappendarstellungen wie in Josias Simlers 1645 erschienenem Druck "Von Dem Regiment loblicher Eidgnoschafft", wobei der Strick durch eine Schlange ersetzt wurde. Dies änderte sich auch mit der Aufteilung in Obere und Untere Freie Ämter 1712 nicht, wenn auch Ausnahmen von der Regel nachweisbar sind. Erst in der zweiten Hälfte des 20. Jh. ergab sich, laut Siegrist (1977), eine Verschiebung hin zur blau-gelben Schildteilung beim Wappen, wobei das in der Alten Kanti Aarau aufgemalte Wappen etwas anderes zeigt. Bei jenem Wappen, welches wohl aus dem Baujahr des Albert-Einstein-Hauses (1894) stammt, ist zusätzlich die Mittellinie dem Wappen von Muri, mit einer Mauer mit drei Zinnen, nachempfunden. Siegrist kommt in seiner Stellungnahme von 1977 zum Schluss, dass beide Formen historische Berechtigung finden, wobei der ungeteilte blaue Schild heraldisch besser sei.